# 四叶葎
四叶葎（学名：Galium bungei），为茜草科拉拉藤属下的一个植物种。